# Vương Diên Hàn
Vương Diên Hàn (tiếng Trung: 王延翰; bính âm: Wáng Yánhàn) (?- 14 tháng 1 năm 927), tên tự Tử Dật (子逸), là một quân chủ của nước Mân thời Ngũ Đại Thập Quốc tại Trung Quốc. Ông cai trị quốc gia sau khi vua cha Vương Thẩm Tri qua đời, sau đó ông tự xưng là quốc vương. Chỉ hai tháng sau khi xưng quốc vương, ông bị phế truất và sát hại trong một cuộc nổi dậy của Vương Diên Bẩm và em ruột ông là Vương Diên Quân. Vương Diên Quân sau đó đoạt quyền cai quản quốc gia.

## Bối cảnh
Vương Diên Hàn là trưởng tử của Mân vương Vương Thẩm Tri. Ông có dung mạo khôi ngô, cao, và hiếu học.
Năm 925, Vương Thẩm Tri lâm bệnh, mệnh Uy Vũ tiết độ phó sứ Vương Diên Hàn tạm quyền cai quản quân phủ sự. Ngày Tân Mùi (12) tháng 12 cùng năm (tức 30 tháng 12), Vương Thẩm Tri qua đời, Vương Diên Hàn tự xưng là Uy Vũ lưu hậu. (Đương thời có tin đồn nói rằng Vương Thẩm Tri bị thê Thôi thị của Vương Diên Hàn hạ độc.)

## Uy Vũ tiết độ sứ
Ngay sau đó, một cư dân Định châu là Trần Bản (陳本) nổi dậy, tập hợp được ba vạn người bao vây Đinh châu. Vương Diên Hàn sai Hữu quân đô giám Liễu Ung (柳邕) và các tướng khác đem hai vạn binh đi thảo phạt Trần Bản. Sang tháng 1 năm sau, Trần Bản bị đánh bại và bị xử chém.
Hay tin Vương Diên Hàn kế vị, Hậu Đường Trang Tông bổ nhiệm ông làm Uy Vũ tiết độ sứ, song Hậu Đường Trang Tông sau đó lại bị sát hại trong một cuộc binh biến. Hoàng đế kế tiếp của Hậu Đường là Minh Tông, người này thăng Vương Diên Hàn làm Đồng bình chương sự vào ngày Giáp Tuất (19) tháng 5 năm Bính Tuất (1 tháng 7 năm 926).

## Làm quốc vương
Mặc dù được triều đình Hậu Đường ban cho chức tước, Vương Diên Hàn - lúc này được mô tả là kiêu dâm tàn bạo - tuyên bố mình là Đại Mân quốc vương vào ngày Kỉ Sửu (6) tháng 10 (13 tháng 11). Ông cũng lập cung điện, dựng nên bá quan, văn vật uy nghi đều phỏng theo phép chế của Thiên tử, thuộc hạ gọi ông là điện hạ. Vương Diên Hàn tiến hành ân xá trong địa phận Mân, truy tôn cha Vương Thẩm Tri là Chiêu Vũ vương.
Vương Diên Hàn được thuật là xem thường huynh đệ, sau khi ông tập vị không lâu thì bổ nhiệm đệ là Vương Diên Quân làm Tuyền châu thứ sử. Vương Diên Hàn còn bắt nhiều phụ nữ để sung vào hậu đình, không ngừng tuyển chọn. Cả Vương Diên Quân và Kiến châu thứ sử Vương Diên Bẩm đều dâng thư khuyến gián, song Vương Diên Hàn không nghe theo, giữa họ nảy sinh oán hận. Ông hạ lệnh xây dựng cung thất kéo dài tới hơn 10 dặm ở bốn phía xung quanh Tây Hồ thuộc thành tây của vùng Phúc Châu, đặt tên là "Thủy Tinh Cung" rồi hàng ngày đều cùng các phi tần vui chơi hưởng lạc.
Tháng chạp năm đó, Vương Diên Bẩm và Vương Diên Quân hợp binh đánh úp Phúc châu. Vương Diên Bẩm thuận dòng tới trước, Phúc châu chỉ huy sứ Trần Đào (陳陶) suất quân chống lại, kết quả quân Phúc châu chiến bại còn Trần Đào tự sát. Đêm đó, Vương Diên Bẩm đem theo hơn trăm tráng sĩ đến Tây Môn, leo thang vào thành, bắt lính giữ cổng thành, mở kho đoạt binh khí, Vương Diên Hàn sợ hãi trốn vào biệt thất. Sớm ngày Tân Mão (8) tháng 12 (14 tháng 1 năm 927), Vương Diên Hàn bị Vương Diên Bẩm bắt được. Vương Diên Bẩm liệt kê tội ác của Vương Diên Hàn, cũng nói rằng Vương Diên Hàn và vợ là Thôi thị cùng nhau sát hại Vương Thẩm Tri, cáo dụ lại dân, xử trảm ở ngoài Tử Thần môn. Ngày hôm đó, Vương Diên Quân đến phía nam thành, Vương Diên Bẩm mở cổng dâng thành, suy tôn Vương Diên Quân làm Uy Vũ lưu hậu.